# Берр, Генри
Генри Берр (англ. Henry Burr: 15 января 1882 — 6 апреля 1941) — канадский певец популярных песен начала XX века, работал на радио как исполнитель песен и продюсер. Генри Берр — псевдоним Гарри Хейли Маккласки (англ. Harry Haley McClaskey). У Генри Берра было большое количество псевдонимов например: Жилетте Ирвинг, Генри Жиллетт, Альфред Александр, Роберт Рис, Карл Эли, Гарри Барр, Фрэнк Кнапп, Аль Король, и Шамус McClaskey. Он стал одним из первых певцов, сделавших акустические записи и одним из самых плодовитых музыкантов Канады, создавшим более 12 000 записей. Тенор, выступал как солист, а также в дуэтах, трио и квартетах.

## Ранние годы

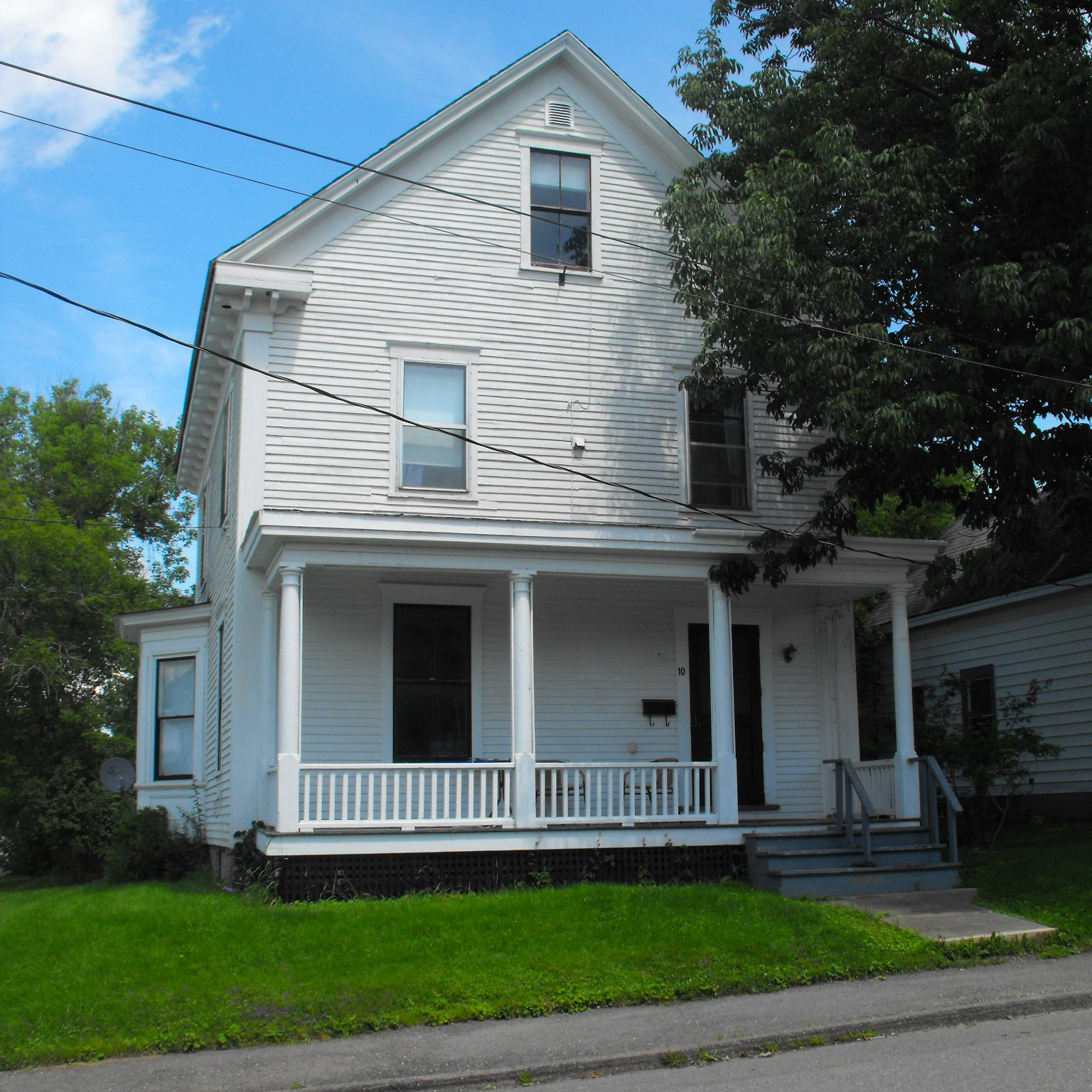
Берр провёл детство в городе Сент-Стивен провинции Нью-Брансуик.

Родился в приграничном городе Сент-Стивен в провинции Нью-Брансуик в Канаде, Гарри McClaskey был сыном владельца магазина табачных и кондитерских изделий, А. А. McClaskey. Он был младшим в семье из четырёх детей. Его вокальные таланты были замечены в возрасте 5 лет, когда он выступал в храме Св. Стефана. В возрасте 10 лет выступал в спортивном клубе соседнего города Сент-Джон с песней «Её глаза не сияют, как алмазы», в 13 лет он выступал на сцене как тенор с группой в Сент-Джоне, куда к этому времени переехала его семья. Семья сомневалась, что мальчик может сделать карьеру в музыке. 14 апреля 1901 года он выступил в оперном театре в Сент-Джоне на концерте с шотландской сопранисткой Джесси Маклахлан. Певец Кампанари настаивал на том, чтобы парень поехал в Нью-Йорк для музыкального обучения.

## Записи

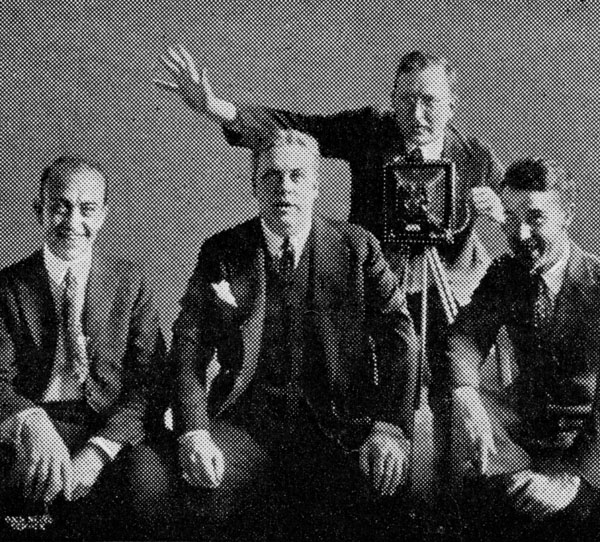
Генри Берр и группа «Несравненный квартет», 1923 г. Слева направо: Джон Х. Майер, Берр, Фрэнк Крокстон, Альберт Кэмпбелл.

Гарри, ободрённый певцом, рискнул уехать в Нью-Йорк в 1902 году, где он начал брать уроки и пел в хоре Методистской Епископальной Церкви. В конце концов он стал тенором-солистом хора. Его педагогами были Джон Деннис Михан (или Mehan) и Кейт Стелла Заусенца, в честь которого он примет сценическое имя.
В 1902 году он начал делать записи с «Коламбия Рекордс», и он использовал псевдоним Генри Берр. Он прибыл сюда особенно в благоприятное время для Колумбии, так как звёздный тенор Джордж Дж. Гаскина был в это время на закате карьеры. Начал делать записи на фотографе в ноябре 1904 года под именем Ирвинг Жилетте. Делал записи песен в 1905 году. Это Эгберт Ван Alstyne, «В тени старой яблони», которые оказался очень популярны.

### Сотрудничество
В 1906 году Берр присоединился колумбийскому мужскому квартету, который пел для Columbia Records под руководством Франка С. Стэнли в качестве второго тенора. Позже этот квартет был переименован в «Бесподобный квартет». Когда в 1910 году Стэнли умер, Берр взял на себя управление группой. Она продолжала оставаться популярной в записях и живом исполнении до 1928 года, когда её расформировали. Берр был также членом других групп, в том числе «Митрополит Трио и Манхэттен», «Смешанные Трио», оба из которых приняли его на работу с Франком К. Стэнли и Элис Стивенсоном в 1921 году.
Берр также успешно записывался в дуэте с Альбертом Кэмпбеллом. Это была череда известных коммерческих песен, записанных в период между 1911 и 1925 годами, в том числе «Тропинка одинокой сосны» (1913), «Доколе свидимся» (1919), также «Я навсегда пускаю мыльные пузыри» (1919).

## Бизнесмен
К 1915 году, имея хорошее финансовое положение, Генри стал искать способы успешнее вложить свои деньги. В том же году, он создал звукозаписывающую компанию с Фредом, базирующуюся в Нью-Йорке. Компания вышла из бизнеса в 1917 году. Берр также пробовал работать в музыкальном издательстве.

## Работа на радио

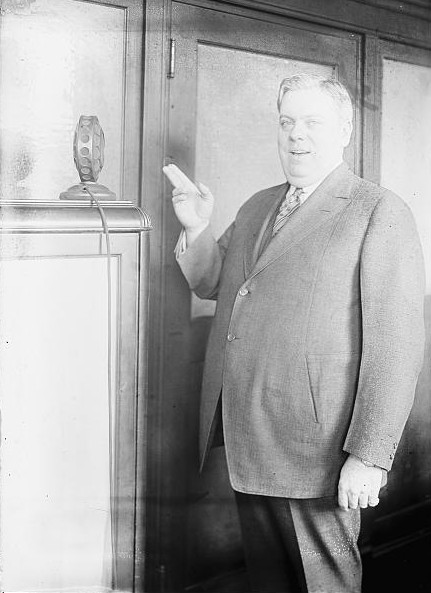
Берр с микрофоном.

В 1920 году, Берр, исполнял песни на радио, которые не были записаны на пластинки, в Денвере, в Колорадо с помощью микрофона.
В 1928 году, Генри выступил в качестве продюсера радиопрограмм. Выпустил множество программ для коммерческих радиосетей в 1930-е годы.
В октябре 1929 года потерял значительную часть своего капитала при биржевом крахе 1929 года.
В 1935 году вернулся на радио, чтобы выступать с группой ВПС-Чикаго национальные танцы . Вскоре стал исполнителем на музыкальном шоу, в котором выступал пять лет до самой смерти. Страдая от рака горла. он умер в Чикаго 6 апреля 1941 года. Похоронен возле своей падчерицы Marguarite в Маунт-Верноне, Нью-Йорк, где и жил, оставив жену, Сесилию.

## Примечание
1. ↑  Bibliothèque nationale de France Autorités BnF (фр.): платформа открытых данных — 2011.
2. 1 2 3  Edward B. Moogk. Burr, Henry. Encyclopedia of Music in Canada. Дата обращения: 21 января 2016. Архивировано из оригинала 20 мая 2005 года.
3. ↑  Exhibit of the Month: Psuedonyms[[[sic]]] & Those Who Used Them. Stanford University (6 декабря 2002). Дата обращения: 21 января 2016. Архивировано 7 июня 2011 года.
4. 1 2 3 4 5 6 7  Henry Burr, tenor (1885-1941). Collections Canada (18 июля 2007). Дата обращения: 21 января 2016. Архивировано 1 октября 2007 года.
5. 1 2 3 4 5 6 7 8 9 10 11 12  Tim Gracyk. Henry Burr (2006). Дата обращения: 21 января 2016. Архивировано 22 января 2018 года.
6. 1 2 3 4  Doug Dougherty, St. Stephen — Yesteryear, n. d. (ca 2000), St Stephen: Parsons Publishing company.
7. ↑  Whitburn, Joel. Pop Memories 1890-1954: The History of American Popular Music (англ.). — Menomonee Falls, Wisconsin: Record Research, Inc., 1986. — P. 69—70. — ISBN 0-89820-083-0.

## Аудио записи
- When you and I were young, Maggie (1916 solo performance) From Virtual Gramophone.
- Samples Архивная копия от 21 июля 2010 на Wayback Machine from Archeophone Records
- Henry Burr recordings, from the Cylinder Preservation and Digitization Project at the University of California, Santa Barbara Library.